# Tephritis connexa
Tephritis connexa
 es una especie de insecto díptero que Macquart describió científicamente por primera vez en el año 1835.
Esta especie pertenece al género Tephritis de la familia Tephritidae.